# Batalha de Haifa (1918)
A Batalha de Haifa foi travada em 23 de setembro de 1918, durante a última fase da Batalha de Megido, nos últimos meses da Campanha do Sinai e Palestina da Primeira Guerra Mundial. Durante a batalha, as tropas indianas da 15.ª (Serviço Imperial) Brigada de Cavalaria, 5.ª Divisão de Cavalaria do Exército da Índia Britânica e parte do Corpo Montado do Deserto atacaram as forças de retaguarda do Império Otomano e tomaram as cidades de Haifa e Acre. O ataque teve lugar no limite noroeste da planície de Esdrelão (vale de Jizreel) e Armagedão, cerca de 60 a 80 km atrás da linha da frente dos montes da Judeia, depois do Corpo Montado do Deserto ter ocupado a planície, durante a fase de cavalaria da Batalha de Sarom.
A Batalha de Megido tinha começado com um ataque da infantaria do Império Britânico ao longo de uma linha quase contínua que ia desde o Mediterrâneo até ao sopé dos montes da Judeia, passando pela planície de Sarom. A linha da frente otomana foi atacada e o quartel-general do Oitavo Exército Otomano foi capturado na Batalha de Tulcarém. Na Batalha de Tabsor foram tomadas as trincheiras, enquanto que na Batalha de Arara foram torneadas. O Oitavo Exército Otomano foi atacado no flanco na costa e a cavalaria do Império Britânico avançou para norte através da brecha aberta na frente inimiga. O Corpo Montado do Deserto cercou quase completamente a infantaria inimiga nos montes da Judeia, capturando as suas principais linhas de comunicações, de abastecimentos e de retirada. A 25 de setembro, um exército otomano tinha sido destruído e o que restava de outros dois estava em retirada para norte, em direção a Damasco.
À 5.ª Divisão de Cavalaria indiana foi dada a missão de capturar Haifa e Acre, depois de várias tentativas anteriores terem sido travadas por posições fortes da retaguarda inimiga. O ataque inicial, a uma bateria de artilharia austríaca, foi levado a cabo por um esquadrão dos Lanceiros de Mysore (da 15.ª Brigada de Cavalaria do Serviço Imperial) e por um esquadrão dos Sherwood Rangers Yeomanry. A seguir, juntaram-se-lhes os Lanceiros de Jodhpur Lancers (outra unidade da 15.ª Brigada) e uma patrulha de carros ligeiros, e foi atacada a principal posição de retaguarda alemã. Depois disso, Haifa foi tomada.